# Тренч'янське Мітиці
Тренч'янське Мітиці (словац. Trenčianske Mitice) — село, громада округу Тренчин, Тренчинський край. Кадастрова площа громади — 12.84 км².
Населення 778 осіб (станом на 31 грудня 2020 року).

## Історія
Тренч'янське Мітиці згадується 1269 року.

## Населення
| Рік:            | 1994. | 2004.   | 2014.   | 2024.    |
| --------------- | ----- | ------- | ------- | -------- |
| Кількість осіб: | 735   | 716     | 773     | 877      |
| Різниця:        |       | -2,58 % | +7,96 % | +13,45 % |

| Рік:            | 2023. | 2024.   |
| --------------- | ----- | ------- |
| Кількість осіб: | 858   | 877     |
| Різниця:        |       | +2,21 % |